# سازه تزئینی

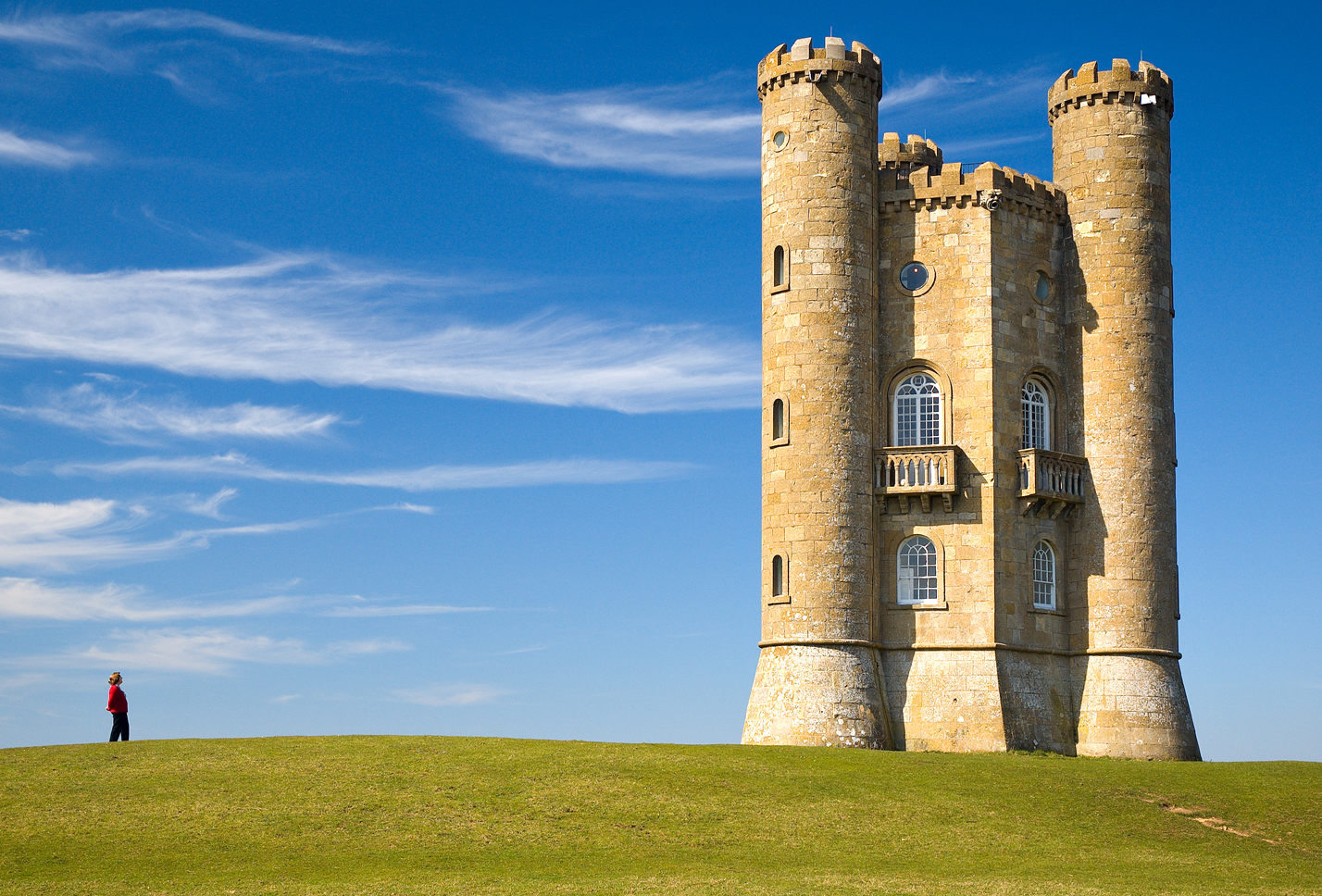
برج برادوی در ووسترشایر، انگلستان.

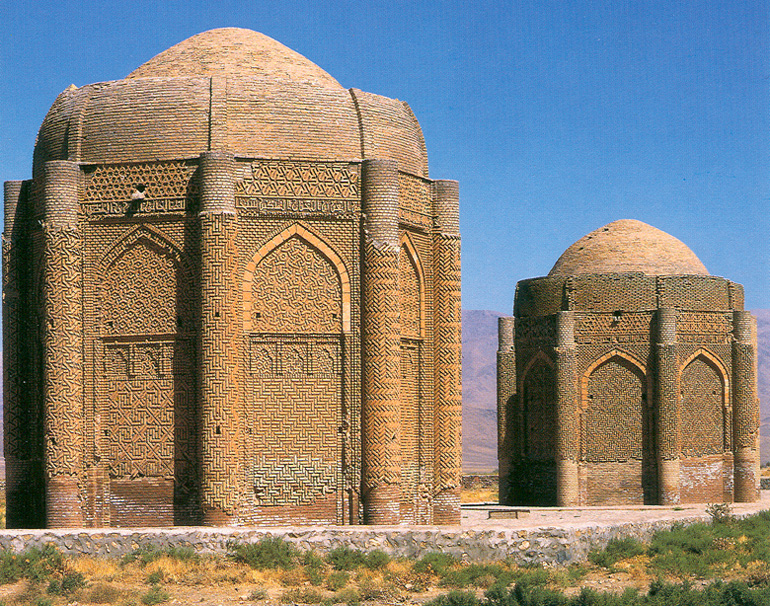
برج‌های خرقان در کنار روستای حصار، استان قزوین.

سازه تزئینی نام سازه‌ای بر معیار هنر در معماری منظر است که در درجه اول برای آرایه‌گری و تزئین ساخته شده‌باشد.